# BEAM (chemotherapie)
BEAM is een combinatiechemotherapie die meestal wordt toegepast als conditionering voor een autologe stamceltransplantatie. Het is een acroniem van de geneesmiddelen (cytostatica) die onderdeel zijn van de therapie:
- BCNU (Carmustine)
- Etoposide (Vepesid)
- Ara-C (Cytarabine)
- Melfalan

## Bijwerkingen
- Misselijkheid
- Haaruitval